# Халапсін Володимир Миколайович
Володимир Миколайович Халапсін (26 травня 1919, село Красниє Читаї Казанської губернії, тепер Чувашська Республіка, Росія — 1998, місто Київ) — український радянський партійний діяч. Депутат Верховної Ради УРСР 6—7-го скликань. Член Ревізійної комісії КПУ в 1966—1971 р.

## Біографія
Народився у родині селянина. Після закінчення середньої школи навчався у Московському авіаційному інституті. Після закінчення інституту в 1943 році залишився працювати в ньому головою профкому інституту та асистентом кафедри графіки.
Член ВКП(б) з 1944 року.
У 1946—1947 роках — старший інженер-конструктор дослідно-конструкторського бюро Академії медичних наук СРСР.
У 1947—1950 роках — у системі трудових резервів Херсонської області.
З 1950 року — інструктор, заступник завідувача промислово-транспортного відділу Херсонського обласного комітету КП(б)У.
У 1955—1956 роках — директор Херсонського судноремонтного заводу імені Куйбишева.
У 1956—1957 роках — завідувач промислово-транспортного відділу Херсонського обласного комітету КПУ.

Могила Володимира Халапсіна, Байкове кладовище

У грудні 1957 (затв. у лютому 1958) — 12 січня 1962 року — секретар Херсонського обласного комітету КПУ. 12 січня 1962 — січні 1963 року — 2-й секретар Херсонського обласного комітету КПУ.
У січні 1963 — грудні 1964 року — 1-й секретар Херсонського промислового обласного комітету КПУ.
У грудні 1964 — листопаді 1970 року — 2-й секретар Херсонського обласного комітету КПУ.
У жовтні 1970 — жовтні 1986 року — заступник голови Державного планового комітету Ради Міністрів Української РСР. Працював заступником завідувача курсів підвищення кваліфікації при Київському інституті народного господарства.
Потім — на пенсії у місті Києві. Помер у 1998 році. Похований на Байковому кладовищі (ділянка № 49а, 50°24′59.10″ пн. ш. 30°30′6.40″ сх. д. / 50.4164167° пн. ш. 30.5017778° сх. д.).

## Нагороди
- орден «Знак Пошани»
- орден Трудового Червоного Прапора
- ордени
- медалі
- Почесна грамота Президії Верховної Ради Української РСР (23.05.1969)